# Khách sạn Treehotel
Treehotel là một mô hình khách sạn nhiều phòng riêng biệt có vị trí nằm tại làng Harads, đô thị Boden, hạt Norrbotten, Thụy Điển. Khách sạn này được biết đến qua việc xây dựng các phòng nghỉ trên cây và khai trương với mục đích nâng cấp nhà cây thông thường lên tầm cỡ khách sạn tiêu chuẩn thế giới.

## Xây dựng
Khách sạn này được thành lập bởi cặp vợ chồng Kent Lindvall và Britta. Khách sạn nằm giữa rừng thông ở Herads, phía Bắc Thụy Điển. Treehotel cung cấp chỗ ở cho khách du lịch tới Vòng Bắc Cực để tìm kiếm Bắc Cực quang. Vật liệu chủ yếu được sử dụng để xây dựng chuỗi nhà cây Treehotel là từ gỗ và nhôm. Mỗi ngôi nhà được thiết kế với những giá đỡ đặc biệt có thể đảm bảo cho cây vẫn sống và phát triển một cách bình thường.
Vào thời điểm hoàn thành, Treehotel bao gồm 4 tòa nhà. Khách sạn này chính thức mở cửa vào ngày 17 tháng 7 năm 2010. Hai công trình bổ sung khai trương sau đó vào tháng 10 cùng năm.
Các phòng trong khách sạn có độ cao từ 4-6m, đều được thiết kế hình chiếc hộp với kích thước 4x4m và lấy cây làm trụ. Đến năm 2021, Treehotel bao gồm 7 ngôi nhà được thiết kế theo 7 phong cách khác nhau.
Sàn nhà của mỗi phòng được sưởi ấm bằng năng lượng mặt trời. Khách hàng tại Treehotel đều dùng chung phòng tắm và phòng tắm hơi trên mặt đất, vì việc lắp đặt hệ thống nước cho từng ngôi nhà trên cây sẽ phá hủy khu rừng.

## Phòng nghỉ
Mỗi phòng trong khách sạn này có các đặc điểm thiết kế riêng.
- Nhà gương Mirrorcube: tường được làm hoàn toàn bằng kính phản chiếu tán lá xung quanh. Cầu thang được cột bằng dây và gỗ, đeo bám vào những chiếc cây xung quanh.[6]
- Birds Nest: là tổ hợp những cành cây được sắp xếp thành một "tổ chim khổng lồ". Cầu thang dẫn lên nhà được thiết kế có thể thu gọn lại. Bên trong nhà làm hoàn toàn bằng gỗ tấm đã mài mịn với 4 giường ngủ khác nhau. Các cửa sổ tròn nhỏ được che phủ bởi các nhánh cây bên ngoài.[6]
- Cabin treo trên cây: có tầm nhìn ra thung lũng sông Lule.[6] Trang web của Treehotel mô tả phòng nghỉ này “như một con nhộng, một thực thể xa lạ giữa những thân cây”.[7]
- Nhà UFO: được thiết kế giống như một chiếc đĩa bay nép mình giữa những tán cây. Cầu thang có thể thu gọn dẫn lên ngôi nhà 5 phòng ngủ ở độ cao hơn 6m. Được làm từ vật liệu composite.[6]  Bên trong phòng này mô phỏng một tàu vũ trụ, thậm chí ga gối cũng được trang trí hình các chòm sao.[8]
- Nhà Dragonfly: được thiết kế bởi kiến trúc sư Phần Lan Rintala Eggertsson Architects vào năm 2013. Tòa nhà này được nâng đỡ bởi 6 cây thông. Cấu trúc được bao phủ trong các tấm kim loại gỉ. Có khối lượng nặng gần 20 tấn.[6]
- Blue Cone: được bao phủ trong các ván lợp làm từ gỗ bạch dương nhiều lớp. Sàn nhà được kết nối với mặt đất bằng một đường dốc nhẹ, những du khách khuyết tật có thể ra vào dễ dàng.[6]

## Tiếp nhận
Vào thời điểm khai trương, ban quản lý khách sạn cho biết đã nhận được các yêu cầu đặt phòng từ nhiều nước như Anh, Đức, Hy Lạp, Ý, thậm chí là từ các nước xa hơn như Úc, New Zealand. Khách sạn đã thu hút hơn 20.000 lượt khách từ khắp nơi trên thế giới hàng năm. Báo Dân trí nhận xét về khách sạn: "Trong khi rất nhiều thiết kế hướng đến tương lai thì Treehotel của Thụy Điển lại mang đến những gì tự nhiên nhất. Chúng không có sự tác động nhiều vào thiên nhiên, không gây quá nhiều ảnh hưởng đến môi trường xung quanh."

## Hình ảnh

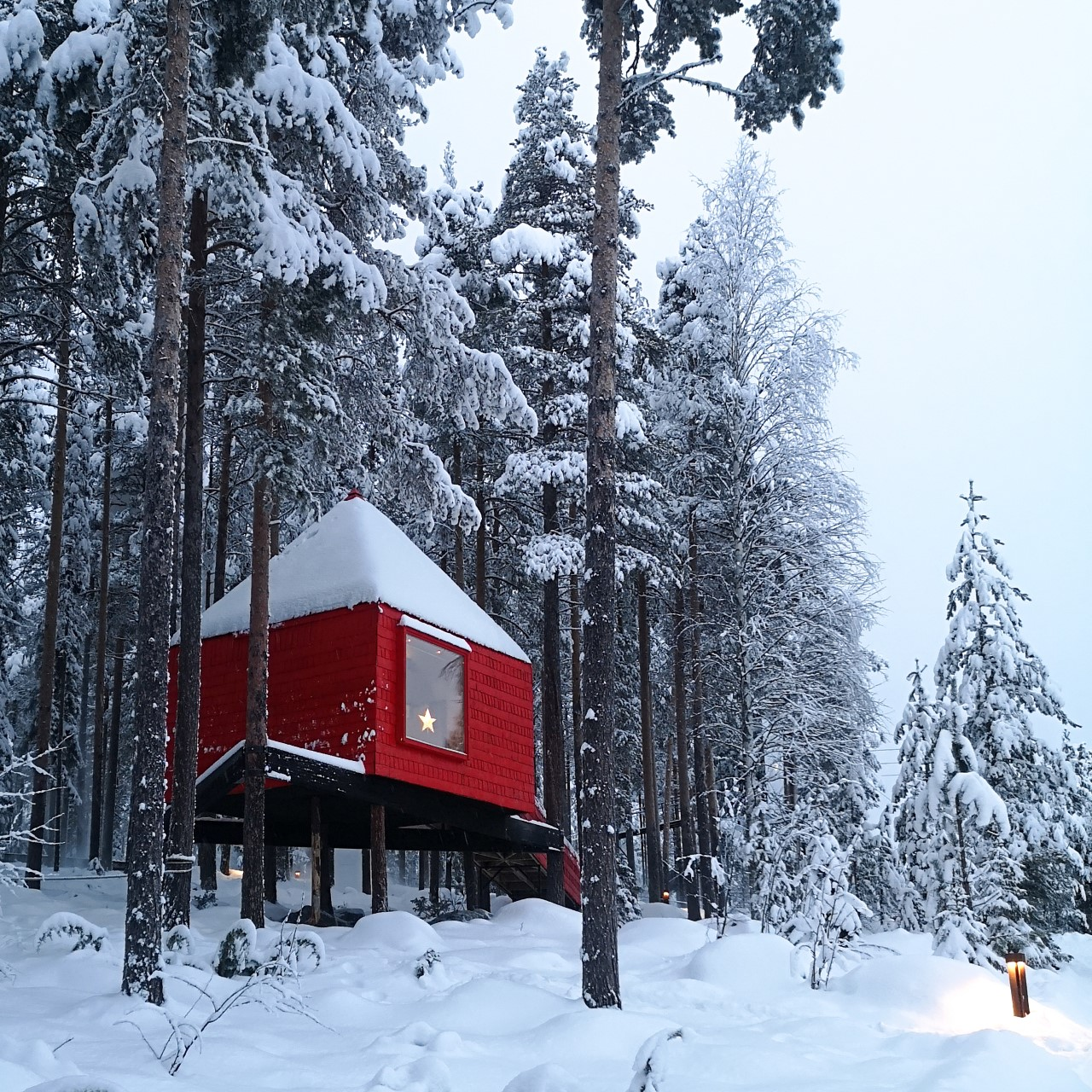
Tòa nhà Blue Cone
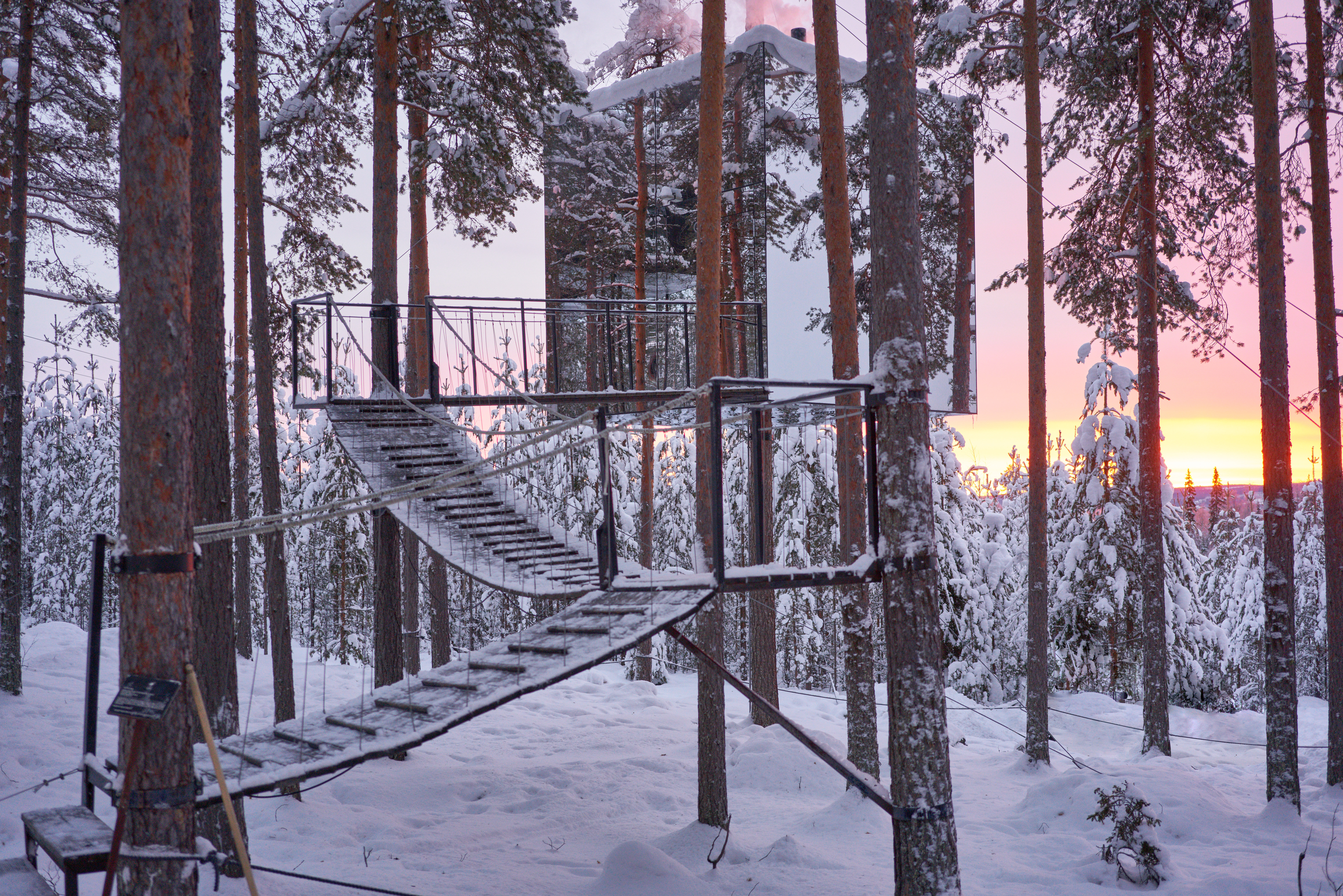
Tòa nhà Mirror Cube
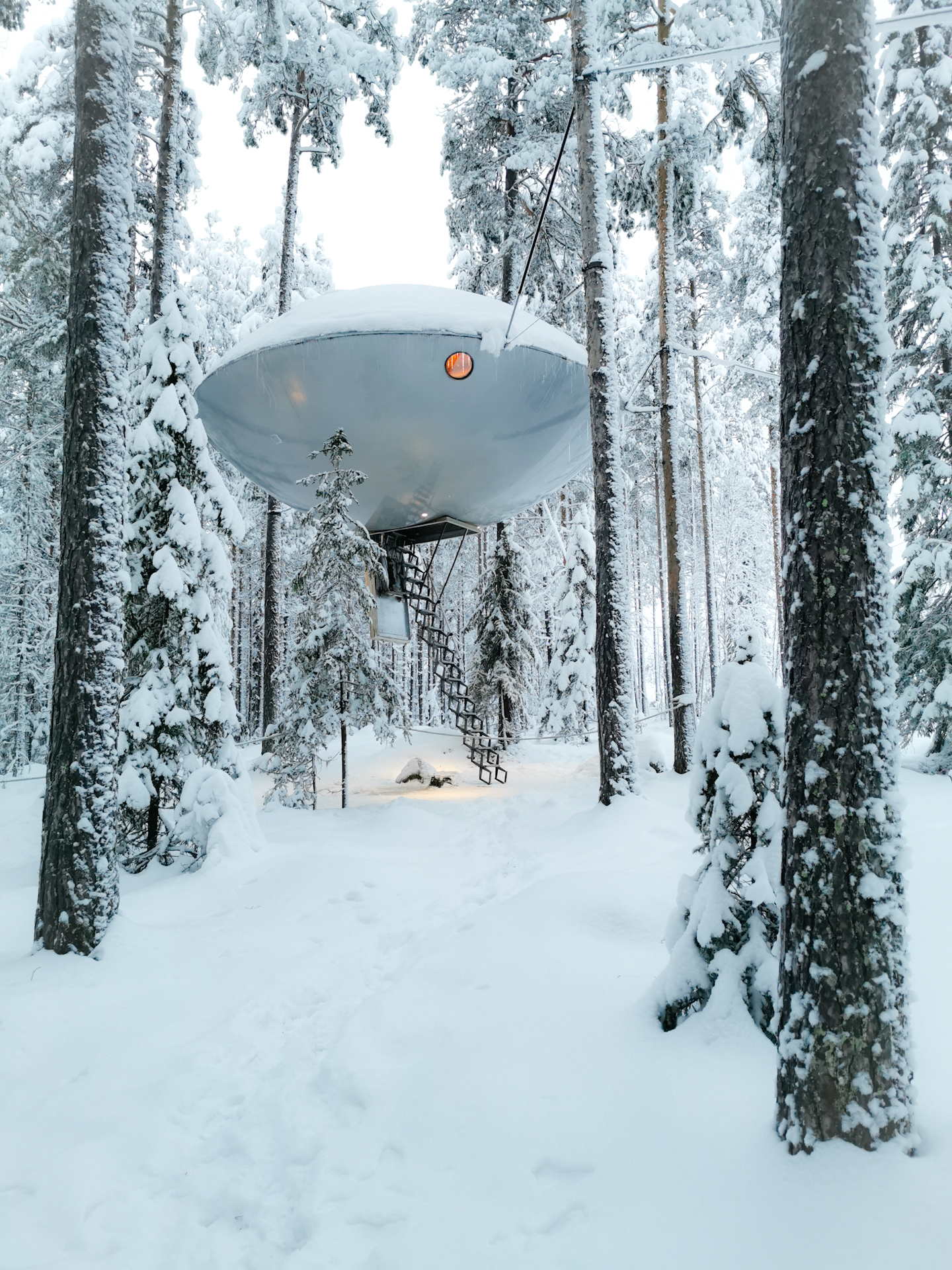
Tòa nhà UFO
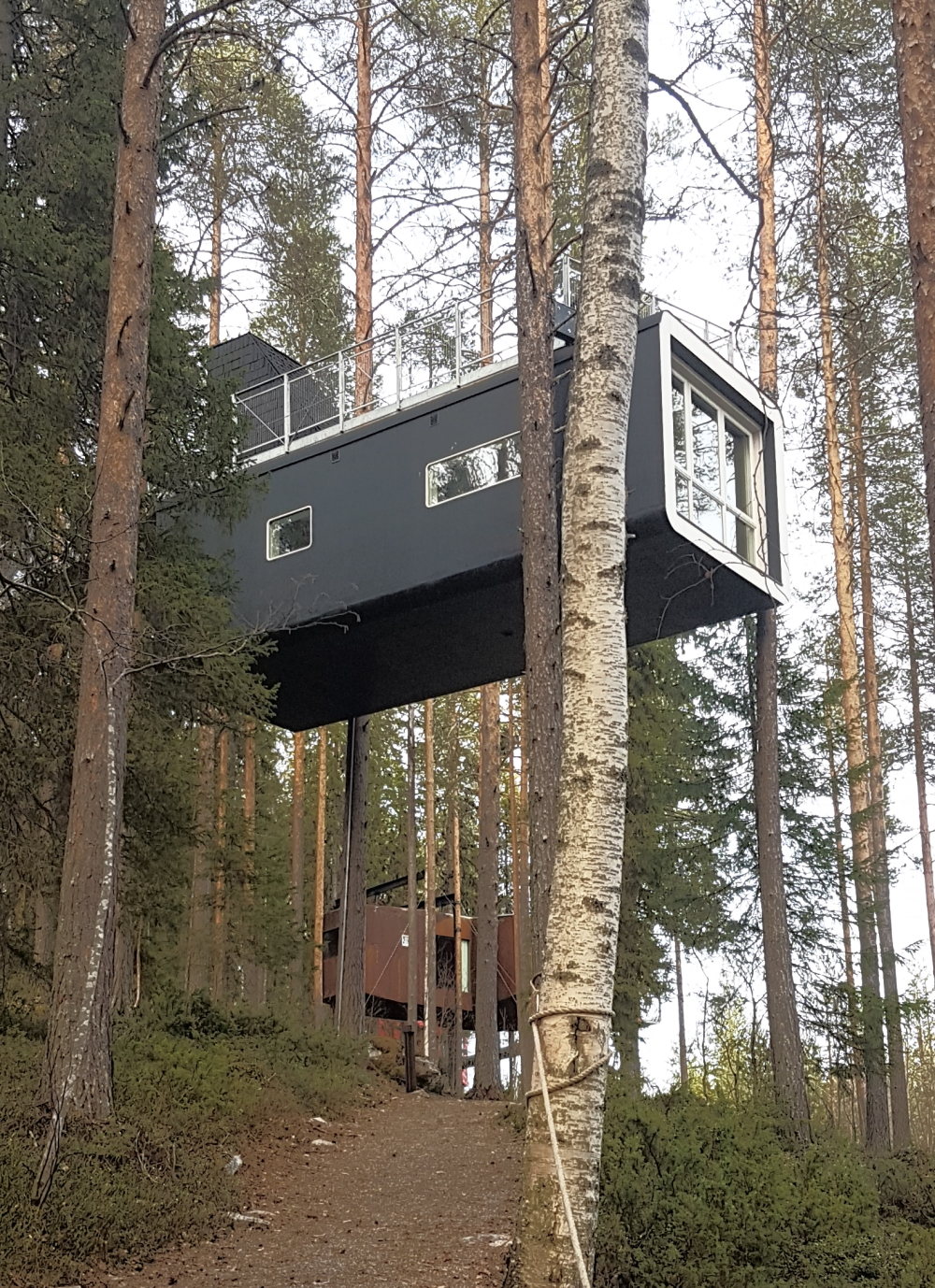
Cabin trên cây